# Jeungismo

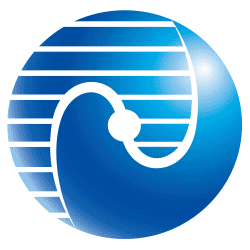
El símbolo de la organización jeunginista.

El jeungismo (también llamado Jeung San Do (en idioma coreano, 증산도) es una religión que se profesa en Corea del Sur, parte del Jeungsanismo, junto a otras más mayoritarias como el cristianismo o el budismo. La doctrina de la religión establece y se caracteriza por la reencarnación y la personificación de Sangje,  por un mensaje universal, por el milenarismo y por un método de curación basado en la meditación.

## Etimología
El nombre proviene de dos de las enseñanzas de Jeung-san y la organización que difunde sus enseñanzas en todo el mundo. Se basa principalmente en los principio de Gang Il-Sun (Jeung-san Kang, o Chungsan), un líder religioso del siglo xx.

## Historia

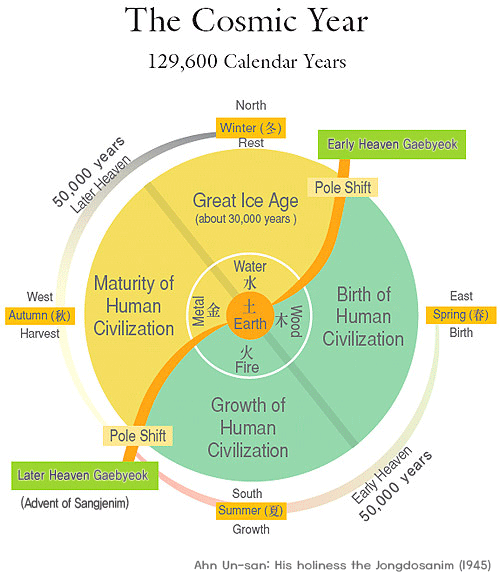
El año cósmico del jeungismo.

La doctrina de la religión establece y se caracteriza por la reencarnación y la personificación de Sangje, por un mensaje universal, por el milenarismo y por un método de curación basado en la meditación.
En Corea del Sur, aproximadamente el 50% de la población es agnóstica y no siguen ninguna doctrina religiosa y el resto se dividen mayoritariamente entre el cristianismo y el budismo. El 29,2% de la población es cristiana -18,3% protestantes y 10,9% católicos- y el 22,8% son budistas (datos de 2005).
El jeungismo forma parte del resto de religiones minoritarias de Corea del Sur, junto al Islam, el daesunismo, el cheondoísmo y el budismo Won. La plena libertad sobre la creencia religiosa de cada persona está legalizada mediante la Constitución con lo que se produce que no exista ninguna religión oficial.
El texto principal del jeungismo, el Dojeon, fue publicado por primera vez en coreano en 1992. La teoría jeungista subraya el concepto de Tao, el camino de la naturaleza.